# 愛知県立木曽川高等学校
愛知県立木曽川高等学校（あいちけんりつきそがわこうとうがっこう）は愛知県一宮市開明字樋西11番地1にある公立高校。

## 沿革
- 1956年（昭和31年） - 尾西市立尾西高等学校として、現在の愛知県立起工業高校の校舎を借りて開校（普通科・家庭科）。
- 1958年（昭和33年） - 尾西市立尾西高等学校が移管統合され、愛知県立木曽川高校となる。第1回卒業式　家庭科を廃止し商業課程設置（普通科2・商業科3）。
- 1963年（昭和38年） - 佐藤一英作詞、大中寅二作曲の校歌制定（普通科6・商業科5）。
- 1965年（昭和40年） - 購買開店（2001年（平成13年）まで36年間続いた）。
- 1966年（昭和41年） - 長髪許可（普通科6・商業4）。
- 1968年（昭和43年） - 10周年式典。校地拡張しグラウンドが倍に（普通科6・商業4）。
- 1976年（昭和51年） - 校訓（教育目標）制定。
- 1978年（昭和53年） - ヘルメット義務化。
- 1980年（昭和55年） - 第1回スキー修学旅行。「輩友」創刊。
- 1985年（昭和60年） - 30周年記念式典。情報処理教育棟完成。
- 1989年（平成元年） - 普通科6クラス・商業科4クラス。
- 1990年（平成2年） - 商業科1クラス減→3クラスへ。
- 1993年（平成5年） - ブラスバンド部全国マーチング・フェスティバル全国大会で金賞受賞。
- 1995年（平成7年） - 40周年記念式典（普通科6クラス・商業科2クラス）。
- 2002年（平成14年） - 購買閉店。完全週5日制実施。ヘルメット廃止。
- 2003年（平成15年） - アウトドア同好会が部に昇格。
- 2004年（平成16年） - 自動販売機設置。公衆電話撤去。
- 2005年（平成17年） - 50周年記念式典（普通科4・商業科1）。
- 2006年（平成18年） - 単位未履修問題で単位未履修が発覚する。また、この年の1年生から制服変更。
- 2009年（平成21年） - ブラスバンド部全日本マーチングコンテスト全国大会（大阪城ホール）で金賞受賞。

## 校訓
「剛・恕・先」
- 剛（厳しさを求め）
- 恕（思いやりの心を持ち）
- 先（進んで為す）

## 教育目標
- 深く考え、何事にも真摯に取り組む常識の豊かな人間
- 謙虚に行動し、礼儀正しく奥ゆかしい人間
- 意欲あふれ徹底を期する人間

## 校歌・校章
- 木曽川高校の歌（～昭和38年11月）
- 木曽川高等学校校歌（昭和38年11月制定）

## 姉妹校
- カイパラカレッジ（ニュージーランド）

## 部活動

### 実績
ブラスバンド部のマーチングバンドが全国レベルで有名であるほか、女子バレーボール部や男子ソフトテニス部の評価が高い。総合実務部の存在は珍しい存在である。

### 運動部
- バレー部
- バスケット部
- 野球部
- ソフトテニス部
- ハンドボール部
- ソフトボール部
- サッカー部
- 卓球部
- 柔道部
- 水泳部

### 文化部
- ブラスバンド部
- 美術部
- 総合実務部
- 演劇部
- 茶華道部

## アクセス
- 名鉄尾西線 奥町駅下車、徒歩で約12分。

## 出身者
- 安藤峰雄 - プロ野球選手。
- 今村義朗 - サッカー審判員。
- 浅井幸司 - 実業家、音楽プロデューサー、ライブハウス『Zepp』立ち上げ統括者、元ソニー・ミュージックエンタテインメント社員